# Human Powered Health (femminile)
La Human Powered Health, nota in passato come Optum e Rally Cycling, è una squadra femminile statunitense di ciclismo su strada con licenza di Women's WorldTeam.
Attiva dal 2012 ma registrata come squadra UCI dal 2013, ha sede a Edina, nel Minnesota, costituendo la controparte femminile del ProTeam maschile Human Powered Health. Diretta a livello tecnico dall'ex ciclista Joanne Kiesanowski, dal 2022 detiene licenza di Women's WorldTeam.

## Cronistoria

### Annuario
| Anno | Codice | Nome                                        | Cat.    | Biciclette  | Dirigenza |
| ---- | ------ | ------------------------------------------- | ------- | ----------- | --- |
| 2012 | -      | Team Optum                                  | Elite 2 | Orbea       | Dir. sportivi: Charles Aaron, Rachel Heal |
| 2013 | OPW    | Optum presented by Kelly Benefit Strategies | WT      | Orbea       | Manager: Charles Aaron Dir. sportivi: Rachel Heal |
| 2014 | OPW    | Optum presented by Kelly Benefit Strategies | WT      | DiamondBack | Manager: Charles Aaron Dir. sportivi: Kevin Feld, Jonathan Patrick McCarty                                                                                         |
| 2015 | OPW    | Optum presented by Kelly Benefit Strategies | WT      | DiamondBack | Manager: Charles Aaron Dir. sportivi: Jonathan Patrick McCarty, Jacob Erker, Kevin Feld                                                                            |
| 2016 | RLW    | Rally Cycling                               | WT      | DiamondBack | Manager: Charles Aaron Dir. sportivi: Zachary Bell, Jonas Carney, Jonathan Patrick McCarty                                                                         |
| 2017 | RLW    | Rally Cycling                               | WT      | DiamondBack | Manager: Charles Aaron Dir. sportivi: Zachary Bell, Jonas Carney, Jonathan Patrick McCarty                                                                         |
| 2018 | RLW    | Rally Cycling                               | WT      | DiamondBack | Manager: Charles Aaron Dir. sportivi: Zachary Bell, Jonas Carney, Jonathan Patrick McCarty, Ina-Yoko Teutenberg                                                    |
| 2019 | RLW    | Rally UHC Cycling                           | WT      | Felt        | Manager: Charles Aaron Dir. sportivi: Zachary Bell, Jonas Carney, Joanne Kiesanowski, Jonathan Patrick McCarty                                                     |
| 2020 | RLW    | Rally Cycling                               | CTW     | Felt        | Manager: Jacob Erker Dir. sportivi: Zachary Bell. Andrew Bajadali, Jonas Carney, Joanne Kiesanowski, Jonathan Patrick McCarty                                      |
| 2021 | RLW    | Rally Cycling                               | CTW     | Felt        | Manager: Jacob Erker Dir. sportivi: Andrew Bajadali, Jonas Carney, Stéphane Heulot, Jonathan Patrick McCarty, Clark Sheehan                                        |
| 2022 | HPW    | Human Powered Health                        | WTW     | Felt        | Manager: Jacob Erker Dir. sportivi: Andrew Bajadali, Jonas Carney, Jonathan Patrick McCarty, Hendrik Redant, Clark Sheehan                                         |
| 2023 | HPW    | Human Powered Health                        | WTW     | Felt        | Manager: Ro De Jonckheere Dir. sportivi: Joanne Kiesanowski, Andrew Bajadali, Jonas Carney, Kenny Latomme, Jonathan Patrick McCarty, Hendrik Redant, Clark Sheehan |

## Palmarès
Aggiornato al 30 giugno 2023.

### Campionati nazionali
- Campionati canadesi: 6

In linea: 2013 (Joëlle Numainville); 2014 (Leah Kirchmann); 2017 (Allison Beveridge); 2018 (Katherine Maine)
Cronometro: 2013 (Joëlle Numainville); 2014 (Leah Kirchmann)
- Campionati ciprioti: 4

In linea: 2022, 2023 (Antri Christoforou)
Cronometro: 2022, 2023 (Antri Christoforou)
- Campionati giapponesi: 1

In linea: 2023 (Eri Yonamine)
- Campionati neozelandesi: 2

In linea: 2013 (Courteney Lowe); 2022 (Olivia Ray)
- Campionati statunitensi: 1

In linea: 2013 (Jade Wilcoxson)
- Campionati tedeschi: 1

Cronometro: 2023 (Mieke Kröger)

## Organico 2023
Aggiornato al 30 giugno 2023.

### Staff tecnico
|  | Naz.                     | Ruolo | Sportivo                 |  |  |  |
|  | ------------------------ | ----- | ------------------------ |  |  |  |
|  | Belgio (bandiera)        | GM    | Ro De Jonckheere         |  |  |  |
|  | Nuova Zelanda (bandiera) | DS    | Joanne Kiesanowski       |  |  |  |
|  | Stati Uniti (bandiera)   | DS    | Andrew Bajadali          |  |  |  |
|  | Stati Uniti (bandiera)   | DS    | Jonas Carney             |  |  |  |
|  | Belgio (bandiera)        | DS    | Kenny Latomme            |  |  |  |
|  | Stati Uniti (bandiera)   | DS    | Jonathan Patrick McCarty |  |  |  |
|  | Belgio (bandiera)        | DS    | Hendrik Redant           |  |  |  |
|  | Stati Uniti (bandiera)   | DS    | Clark Sheehan            |  |  |  |

### Rosa
|  | Naz.                     |  | Sportivo                | Anno |  |  |
|  | ------------------------ |  | ----------------------- | ---- |  |  |
|  | Gran Bretagna (bandiera) |  | Alice Barnes            | 1995 |  |  |
|  | Paesi Bassi (bandiera)   |  | Nina Buijsman           | 1997 |  |  |
|  | Nuova Zelanda (bandiera) |  | Henrietta Christie      | 2002 |  |  |
|  | Cipro (bandiera)         |  | Antri Christoforou      | 1992 |  |  |
|  | Stati Uniti (bandiera)   |  | Katie Clouse            | 2001 |  |  |
|  | Francia (bandiera)       |  | Audrey Cordon-Ragot     | 1989 |  |  |
|  | Paesi Bassi (bandiera)   |  | Marjolein van 't Geloof | 1996 |  |  |
|  | Germania (bandiera)      |  | Mieke Kröger            | 1993 |  |  |
|  | Stati Uniti (bandiera)   |  | Makayla MacPherson      | 2003 |  |  |
|  | Italia (bandiera)        |  | Barbara Malcotti        | 2000 |  |  |
|  | Polonia (bandiera)       |  | Daria Pikulik           | 1997 |  |  |
|  | Paesi Bassi (bandiera)   |  | Marit Raaijmakers       | 1999 |  |  |
|  | Stati Uniti (bandiera)   |  | Kaia Schmid             | 2003 |  |  |
|  | Belgio (bandiera)        |  | Jesse Vandenbulcke      | 1996 |  |  |
|  | Stati Uniti (bandiera)   |  | Lily Williams           | 1994 |  |  |
|  | Giappone (bandiera)      |  | Eri Yonamine            | 1991 |  |  |